# Amir al-Hajj
L'amir al-Hajj era el cap de les caravanes de pelegrins a la Meca.
El 630, quan els no musulmans van quedar exclosos de les peregrinacions, el profeta Muhàmmad va designar pel càrrec Abu-Bakr. Després el càrrec depenia directament del califa, que el delegava a una tercera persona o, a defecte, al governador de la Meca i Medina. Quan hi havia conflictes hi podia haver diversos amirs al-hajj al mateix temps.
A partir del 1262 foren nomenats pels sultans mamelucs i el designat s'anomenà amir al-hajj al-misri. Sota els otomans eren nomenats per un temps llargs d'alguns anys, fins que eren revocats. A partir del 1925 els saudites van assolir les funcions i en van limitar l'abast, però el càrrec va subsistir a Egipte fins al 1954.
Algunes caravanes no oficials també tenien el seu propi amir al-hajj.